# Arevik (ort i Armenien, Sjirak)
Arevik (armeniska: Արևիկ) är en ort i Armenien. Tidigare hette orten Tapadolak. Den ligger i provinsen Sjirak, i den nordvästra delen av landet, 80 kilometer nordväst om huvudstaden Jerevan. Arevik ligger 1 528 meter över havet och antalet invånare är 1 522.
Terrängen runt Arevik är platt västerut, men österut är den kuperad. Runt Arevik är det ganska tätbefolkat, med 129 invånare per kvadratkilometer.. Närmaste större samhälle är Gjumri, 7,5 kilometer nordväst om Arevik.
Trakten runt Arevik består i huvudsak av gräsmarker.